# Vámospércs
Vámospércs − miasto na Węgrzech, w komitacie Hajdú-Bihar, w powiecie Hajdúhadház.

## Miasta partnerskie
- Érmihályfalva
- Koronowo
- Nuşfalău